# Rhinocypha taiwana
Rhinocypha taiwana là loài chuồn chuồn trong họ Chlorocyphidae. Loài này được Wang & Chang mô tả khoa học đầu tiên năm 2013.